# Lekkoatletyka na Letnich Igrzyskach Olimpijskich 1988 – bieg na 400 m mężczyzn
Bieg na 400 metrów mężczyzn podczas XXIV Letnich Igrzysk Olimpijskich w Seulu rozegrano 24 (eliminacje), 25 (ćwierćfinały), 26 (półfinały) i 28 września 1988 (finał) na Stadionie Olimpijskim. Zwycięzcą został reprezentant Stanów Zjednoczonych Steve Lewis.

## Rekordy
|                   | Zawodnik       | Narodowość        | Czas  | Data                      | Miejsce |
| ----------------- | -------------- | ----------------- | ----- | ------------------------- | ------- |
| Rekord świata     | Butch Reynolds | Stany Zjednoczone | 43,29 | 17 sierpnia 1988(dts)     | Zurych  |
| Rekord olimpijski | Lee Evans      | Stany Zjednoczone | 43,86 | 18 października 1968(dts) | Meksyk  |

## Wyniki
| Poz. - pozycja |
| – rekord świata \| – rekord krajowy \| – rekord życiowy \| = – wyrównany rekord życiowy \| · – najlepszy wynik w sezonie \| = – wyrównany najlepszy wynik w sezonie \| – rekord olimpijski |
| Fn – falstart \| DNF – nie ukończył \| DNS – nie wystartował \| DSQ – zdyskwalifikowany |

### Eliminacje
Rozegrano dziesięć biegów eliminacyjnych. Do ćwierćfinałów awansowało po trzech najlepszych zawodników z każdego biegu (Q) oraz dwóch z najlepszymi czasami spośród pozostałych (q).

#### Bieg 1
| Poz. | Zawodnik       | Narodowość       | Rezultat | Uwagi |
| ---- | -------------- | ---------------- | -------- | ----- |
| 1    | Todd Bennett   | Wielka Brytania  | 46,37    | Q     |
| 2    | Miles Murphy   | Australia        | 46,38    | Q     |
| 3    | Anton Skerritt | Kanada           | 46,64    | Q     |
| 4    | Richard Louis  | Barbados         | 46,80    |       |
| 5    | Felix Sandy    | Sierra Leone     | 46,82    |       |
| 6    | Gustavo Envela | Gwinea Równikowa | 48,11    |       |
| 7    | Joseph Rodan   | Fidżi            | 48,69    |       |
| 8    | Odiya Silweya  | Malawi           | 49,73    |       |

#### Bieg 2
| Poz. | Zawodnik         | Narodowość        | Rezultat | Uwagi |
| ---- | ---------------- | ----------------- | -------- | ----- |
| 1    | Brian Whittle    | Wielka Brytania   | 46,07    | Q     |
| 2    | Cayetano Cornet  | Hiszpania         | 46,16    | Q     |
| 3    | Butch Reynolds   | Stany Zjednoczone | 46,28    | Q     |
| 4    | Seibert Straughn | Barbados          | 47,37    |       |
| 5    | Filipe Lombá     | Portugalia        | 47,57    |       |
| 6    | Ali Faudet       | Czad              | 48,69    |       |
| 7    | Baptiste Firiam  | Vanuatu           | 51,77    |       |

#### Bieg 3
| Poz. | Zawodnik               | Narodowość  | Rezultat | Uwagi |
| ---- | ---------------------- | ----------- | -------- | ----- |
| 1    | Mohamed Amer Al-Malky  | Oman        | 46,79    | Q     |
| 2    | Lucas Sang             | Kenia       | 46,85    | Q     |
| 3    | Ousmane Diarra         | Senegal     | 46,86    | Q     |
| 4    | Douglas Kalembo        | Zambia      | 47,44    |       |
| 5    | Mohamed Hossain Milzer | Bangladesz  | 48,76    |       |
| 6    | Akossi Gnalo           | Togo        | 51,46    |       |
| –    | Sérgio Menezes         | Brazylia    | DNF      |       |
| –    | William Taramai        | Wyspy Cooka | DNS      |       |

#### Bieg 4
| Poz. | Zawodnik              | Narodowość        | Rezultat | Uwagi |
| ---- | --------------------- | ----------------- | -------- | ----- |
| 1    | Ian Morris            | Trynidad i Tobago | 45,84    | Q     |
| 2    | Thomas Schönlebe      | NRD               | 47,07    | Q     |
| 3    | Sunday Uti            | Nigeria           | 47,08    | Q     |
| 4    | Lin Kuang-liang       | Chińskie Tajpej   | 48,18    |       |
| 5    | Ernest Tché-Noubossie | Kamerun           | 48,31    |       |
| 6    | Haji Bakr Al-Qahtani  | Arabia Saudyjska  | 48,53    |       |
| 7    | Enock Musonda         | Zambia            | 49,21    |       |
| 8    | Ahmed Shageef         | Malediwy          | 50,61    |       |

#### Bieg 5
| Poz. | Zawodnik           | Narodowość               | Rezultat | Uwagi |
| ---- | ------------------ | ------------------------ | -------- | ----- |
| 1    | Steve Lewis        | Stany Zjednoczone        | 45,31    | Q     |
| 2    | Jens Carlowitz     | NRD                      | 45,64    | Q     |
| 3    | Gabriel Tiacoh     | Wybrzeże Kości Słoniowej | 47,19    | Q     |
| 4    | Jean-Didiace Bémou | Kongo                    | 48,46    |       |
| 5    | Abdullah Ali Ahmed | Libia                    | 48,89    |       |
| 6    | Jonathan Chipalo   | Zambia                   | 48,97    |       |
| 7    | Maher Abbas        | Liban                    | 51,29    |       |
| 8    | Carlton Usher      | Belize                   | 51,42    |       |

#### Bieg 6
| Poz. | Zawodnik               | Narodowość                | Rezultat | Uwagi |
| ---- | ---------------------- | ------------------------- | -------- | ----- |
| 1    | Gérson de Souza        | Brazylia                  | 45,90    | Q     |
| 2    | Howard Davis           | Jamajka                   | 45,97    | Q     |
| 3    | Takale Tuna            | Papua-Nowa Gwinea         | 47,87    | Q     |
| 4    | Sunday Maweni          | Botswana                  | 47,97    |       |
| 5    | Sulaiman Juma Al-Habsi | Oman                      | 48,30    |       |
| 6    | Nordin Mohamed Jadi    | Malezja                   | 49,52    |       |
| 7    | Michael Williams       | Saint Vincent i Grenadyny | 51,22    |       |
| –    | Derek Redmond          | Wielka Brytania           | DNS      |       |

#### Bieg 7
| Poz. | Zawodnik                  | Narodowość                           | Rezultat | Uwagi |
| ---- | ------------------------- | ------------------------------------ | -------- | ----- |
| 1    | Darren Clark              | Australia                            | 45,93    | Q     |
| 2    | Simeon Kipkemboi          | Kenia                                | 46,15    | Q     |
| 3    | Elvis Forde               | Barbados                             | 46,47    | Q     |
| 4    | Elijah Nkala              | Zimbabwe                             | 46,60    |       |
| 5    | Antonio Sánchez           | Hiszpania                            | 47,18    |       |
| 6    | Jaime Rodrigues           | Mozambik                             | 47,33    |       |
| 7    | Aouf Abdul Rahman Youssef | Irak                                 | 47,45    |       |
| 8    | Desai Wynter              | Wyspy Dziewicze Stanów Zjednoczonych | 48,39    |       |

#### Bieg 8
| Poz. | Zawodnik        | Narodowość        | Rezultat | Uwagi |
| ---- | --------------- | ----------------- | -------- | ----- |
| 1    | Bert Cameron    | Jamajka           | 46,24    | Q     |
| 2    | Robert Stone    | Australia         | 46,52    | Q     |
| 3    | Dawda Jallow    | Gambia            | 46,91    | Q     |
| 4    | Yun Nam-han     | Korea Południowa  | 47,02    |       |
| 5    | John Goville    | Uganda            | 47,11    |       |
| 6    | Muhammad Fayyaz | Pakistan          | 47,13    |       |
| 7    | Yaya Seyba      | Mali              | 48,83    |       |
| 8    | Alfred Browne   | Antigua i Barbuda | 48,92    |       |

#### Bieg 9
| Poz. | Zawodnik           | Narodowość        | Rezultat | Uwagi |
| ---- | ------------------ | ----------------- | -------- | ----- |
| 1    | Danny Everett      | Stany Zjednoczone | 45,63    | Q     |
| 2    | Devon Morris       | Jamajka           | 45,95    | Q     |
| 3    | Tomasz Jędrusik    | Polska            | 46,12    | Q     |
| 4    | Patrick Delice     | Trynidad i Tobago | 46,14    | q     |
| 5    | Slobodan Branković | Jugosławia        | 46,59    |       |
| 6    | Jorge Ponce        | Honduras          | 51,11    |       |
| –    | Mwana Bute Kasongo | Kongo             | DSQ      |       |
| –    | Luis Neto          | Angola            | DNS      |       |

#### Bieg 10
| Poz. | Zawodnik          | Narodowość                 | Rezultat | Uwagi |
| ---- | ----------------- | -------------------------- | -------- | ----- |
| 1    | Susumu Takano     | Japonia                    | 45,42    | Q     |
| 2    | Troy Douglas      | Bermudy                    | 45,69    | Q     |
| 3    | Innocent Egbunike | Nigeria                    | 46,02    | Q     |
| 4    | Elkana Nyangau    | Kenia                      | 46,25    | q     |
| 5    | Ismail Mačev      | Jugosławia                 | 46,37    |       |
| 6    | Elieser Wattebosi | Indonezja                  | 47,10    |       |
| 7    | Willis Todman     | Brytyjskie Wyspy Dziewicze | 50,11    |       |
| –    | Porfirio Méndez   | Paragwaj                   | DNS      |       |

### Ćwierćfinały
Rozegrano cztery biegi ćwierćfinałowe. Do półfinałów awansowało po czterech najlepszych zawodników z każdego biegu.

#### Bieg 1
| Poz. | Zawodnik        | Narodowość        | Rezultat | Uwagi |
| ---- | --------------- | ----------------- | -------- | ----- |
| 1    | Ian Morris      | Trynidad i Tobago | 44,70    | Q     |
| 2    | Jens Carlowitz  | NRD               | 45,09    | Q     |
| 3    | Brian Whittle   | Wielka Brytania   | 45,22    | Q     |
| 4    | Tomasz Jędrusik | Polska            | 45,27    | Q,    |
| 5    | Sunday Uti      | Nigeria           | 45,33    |       |
| 6    | Miles Murphy    | Australia         | 45,93    |       |
| 7    | Dawda Jallow    | Gambia            | 46,35    |       |
| 8    | Elvis Forde     | Barbados          | 46,59    |       |

#### Bieg 2
| Poz. | Zawodnik          | Narodowość        | Rezultat | Uwagi |
| ---- | ----------------- | ----------------- | -------- | ----- |
| 1    | Danny Everett     | Stany Zjednoczone | 44,83    | Q     |
| 2    | Innocent Egbunike | Nigeria           | 45,02    | Q     |
| 3    | Thomas Schönlebe  | NRD               | 45,09    | Q     |
| 4    | Bert Cameron      | Jamajka           | 45,16    | Q     |
| 5    | Simeon Kipkemboi  | Kenia             | 45,44    |       |
| 6    | Todd Bennett      | Wielka Brytania   | 45,96    |       |
| 7    | Ousmane Diarra    | Senegal           | 46,23    |       |
| 8    | Troy Douglas      | Bermudy           | 46,28    |       |

#### Bieg 3
| Poz. | Zawodnik              | Narodowość        | Rezultat | Uwagi |
| ---- | --------------------- | ----------------- | -------- | ----- |
| 1    | Steve Lewis           | Stany Zjednoczone | 44,41    | Q     |
| 2    | Darren Clark          | Australia         | 44,96    | Q     |
| 3    | Mohamed Amer Al-Malky | Oman              | 45,02    | Q     |
| 4    | Devon Morris          | Jamajka           | 45,30    | Q     |
| 5    | Cayetano Cornet       | Hiszpania         | 45,39    | [ 4 ] |
| 6    | Anton Skerritt        | Kanada            | 46,08    |       |
| 7    | Elkana Nyangau        | Kenia             | 46,09    |       |
| 8    | Takale Tuna           | Papua-Nowa Gwinea | 47,48    |       |

#### Bieg 4
| Poz. | Zawodnik        | Narodowość               | Rezultat | Uwagi |
| ---- | --------------- | ------------------------ | -------- | ----- |
| 1    | Butch Reynolds  | Stany Zjednoczone        | 44,46    | Q     |
| 2    | Susumu Takano   | Japonia                  | 45,00    | Q,    |
| 3    | Gérson de Souza | Brazylia                 | 45,35    | Q     |
| 4    | Howard Davis    | Jamajka                  | 45,40    | Q     |
| 5    | Gabriel Tiacoh  | Wybrzeże Kości Słoniowej | 45,49    |       |
| 6    | Lucas Sang      | Kenia                    | 45,72    |       |
| 7    | Patrick Delice  | Trynidad i Tobago        | 45,75    |       |
| 8    | Robert Stone    | Australia                | 46,04    |       |

### Półfinały
Rozegrano dwa biegi półfinałowe. Do finału awansowało po czterech najlepszych zawodników z każdego biegu.

#### Bieg 1
| Poz. | Zawodnik        | Narodowość        | Rezultat | Uwagi |
| ---- | --------------- | ----------------- | -------- | ----- |
| 1    | Steve Lewis     | Stany Zjednoczone | 44,35    | Q     |
| 2    | Danny Everett   | Stany Zjednoczone | 44,36    | Q     |
| 3    | Darren Clark    | Australia         | 44,38    | Q,    |
| 4    | Bert Cameron    | Jamajka           | 44,50    | Q,    |
| 5    | Susumu Takano   | Japonia           | 44,90    | [ 3 ] |
| 6    | Jens Carlowitz  | NRD               | 45,08    |       |
| 7    | Gérson de Souza | Brazylia          | 45,27    |       |
| 8    | Tomasz Jędrusik | Polska            | 46,17    |       |

#### Bieg 2
| Poz. | Zawodnik              | Narodowość        | Rezultat | Uwagi |
| ---- | --------------------- | ----------------- | -------- | ----- |
| 1    | Butch Reynolds        | Stany Zjednoczone | 44,33    | Q     |
| 2    | Ian Morris            | Trynidad i Tobago | 44,60    | Q     |
| 3    | Mohamed Amer Al-Malky | Oman              | 44,69    | Q     |
| 4    | Innocent Egbunike     | Nigeria           | 44,74    | Q     |
| 5    | Thomas Schönlebe      | NRD               | 44,90    |       |
| 6    | Howard Davis          | Jamajka           | 45,48    |       |
| 7    | Devon Morris          | Jamajka           | 45,68    |       |
| 8    | Brian Whittle         | Wielka Brytania   | 46,07    |       |

### Finał
| Poz. | Zawodnik              | Narodowość        | Rezultat |
| ---- | --------------------- | ----------------- | -------- |
| 1    | Steve Lewis           | Stany Zjednoczone | 43,87    |
| 2    | Butch Reynolds        | Stany Zjednoczone | 43,93    |
| 3    | Danny Everett         | Stany Zjednoczone | 44,09    |
| 4    | Darren Clark          | Australia         | 44,55    |
| 5    | Innocent Egbunike     | Nigeria           | 44,72    |
| 6    | Bert Cameron          | Jamajka           | 44,94    |
| 7    | Ian Morris            | Trynidad i Tobago | 44,95    |
| 8    | Mohamed Amer Al-Malky | Oman              | 45,03    |